# 8 Letters
8 Letters è l'album di debutto della boy band statunitense Why Don't We, pubblicato il 31 agosto 2018.

## Tracce
1. 8 Letters – 3:10
2. Why Don't We – 3:10
3. Choose – 2:53
4. In Too Deep – 3:14
5. Friends – 3:34
6. Hard – 3:16
7. Hooked – 3:24
8. Falling – 3:34